# 古千谷
古千谷（こぢや）は、東京都足立区の町名。現行行政地名は古千谷一丁目及び二丁目。住居表示未実施。

## 地理
足立区北西部、舎人地域東部に位置し、区内でも比較的海抜の高い町である。隣接する古千谷本町との総称としても用いられる。旧舎人村の構成地域の一つであり、足立区の中でも特に古い歴史を持つ。古千谷一丁目・二丁目はそのすべてが舎人公園の敷地内となっており、かつての住民らは公園の造成とともにすべて敷地外へと転居した。

## 歴史
古千谷とその周辺地域は長らく、一切の鉄道交通機関から距離的に隔絶された鉄道空白地帯にあった。これまでの地域住民の鉄道利用は約2km離れた東武伊勢崎線の竹ノ塚駅か、遠方の山手線沿線まで路線バスなどの自動車手段で行く方法しかなかった。これは朝夕の周辺地域道路の渋滞や混雑の原因となり、また空気環境の悪化も招いていた。しかし、2008年3月に日暮里・舎人ライナーが開業し、古千谷地域は山手線西日暮里駅および日暮里駅へ直通する通勤通学手段を得た。

### 地名の由来
舎人地域の東（コチ）にあったことから。その町域はほぼ江戸時代以来の古千谷村に由来し、町名もまた歴史的由来を受け継いだものである。

### 沿革
- 1932年10月1日 - 足立区成立とともに、南足立郡舎人村大字古千谷の全域をもって古千谷町（丁目なし）が成立する。
- 1970年4月1日 - 町名地番整理により、古千谷一-五丁目が成立（住居表示は未実施）。旧・古千谷町は、毛長川北岸（埼玉県草加市側）、毛長橋北詰西側のわずかな地域にのみ残る。
- 1995年7月24日 - 古千谷三・四・五丁目及び古千谷町の区域に住居表示が実施され、古千谷本町一-四丁目となる。わずかに残存していた旧・古千谷町の区域（毛長橋北詰、西側）は古千谷本町四丁目3番地となった。

以上により、1970年成立の古千谷一-五丁目は一丁目と二丁目を残すのみとなった。この区域は全域が舎人公園造成地である。(住民登録は0になっている)

## 学区
区立小・中学校に通う場合、学区は以下の通りとなる（2023年4月時点）。なお、足立区では学校選択制度を導入しており、区内全域から選択することが可能。ただし、小学校に関しては、2018年（平成30年）度から学区域または学区域に隣接する学校のみの選択になる。
| 丁目         | 番地 | 小学校               | 中学校             |
| ------------ | ---- | -------------------- | ------------------ |
| 古千谷一丁目 | 全域 | 足立区立伊興小学校   | 足立区立伊興中学校 |
| 古千谷二丁目 | 全域 | 足立区立古千谷小学校 | 足立区立伊興中学校 |

## 事業所
2021年（令和3年）現在の経済センサス調査による事業所数と従業員数は以下の通りである。
| 丁目         | 事業所数 | 従業員数 |
| ------------ | -------- | -------- |
| 古千谷二丁目 | 1事業所  | 19人     |

### 事業者数の変遷
経済センサスによる事業所数の推移。
| 年                 | 事業者数 |
| ------------------ | -------- |
| 2016年（平成28年） | 1        |
| 2021年（令和3年）  | 1        |

### 従業員数の変遷
経済センサスによる従業員数の推移。
| 年                 | 従業員数 |
| ------------------ | -------- |
| 2016年（平成28年） | 17       |
| 2021年（令和3年）  | 19       |

## 交通
新交通システム
- 東京都交通局 日暮里・舎人ライナー ■舎人公園駅 - （駅の所在地は舎人公園）

道路
- 東京都道58号台東川口線（尾久橋通り）

## 施設
- 東京都立舎人公園

## その他

### 日本郵便
- 郵便番号 : 121-0833[3]（集配局 : 足立北郵便局[11]）。